# John Dawkins (Politiker, 1954)

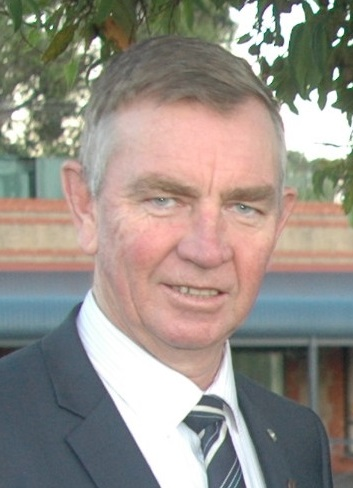
John Dawkins (25. April 2013)

Hon. John Samuel Letts Dawkins (* 3. Juli 1954 in Gawler, South Australia) ist ein australischer Politiker der Liberal Party of Australia und später Parteiloser, der unter anderem von 1997 bis 2022 Mitglied des South Australian Legislative Council war. Nachdem er von 2020 auf Vorschlag der Opposition 2020 zum Präsidenten des Legislativrates gewählt worden war, wurde er aus der Liberal Party ausgeschlossen und bekleidete das Amt des Präsidenten als parteiloser Unabhängiger (Independent) bis zu seinem Ausscheiden aus dem Legislativrat 2022.

## Leben

### Farmer, Journalist und Mitarbeiter von Parlamentariern
John Samuel Letts Dawkins ist der Sohn von Boyd Dawkins (1917–1996), der zwischen 1962 und 1982 für die Liberal Party ebenfalls Mitglied des South Australian Legislative Council war. Er selbst begann nach dem Besuch des 1869 gegründeten Prince Alfred College in Kent Town sowie der 1907 gegründeten High School in Gawler ein Studium an der Landwirtschaftsfachschule (Agricultural College) in Glenormiston, welches er mit einem Associate Diploma in Farm Management beendete. Er war danach als Farmer tätig und engagierte sich in Gawler in zahlreichen Vereinen und Organisationen wie dem Rotary Club of Gawler, der Gawler & Districts Softball Association, der Gawler & District Football League, der Gawler Agricultural, Horticultural and Floricultural Society sowie der Gawler Tourism and Trade Authority. Nach einer Fort- und Weiterbildung bei TAFE South Australia (Technical and Further Education) war er zudem als freiberuflicher Journalist tätig und arbeitete als Lokalkorrespondent für die überregionale Tageszeitung The Advertiser und die Wochenzeitung The Stock Journal sowie als Kolumnist für die in Gawler erscheinende Wochenzeitung The Bunyip tätig.
Sein eigenes politisches Engagement in der Liberal Party begann Dawkins als Leiter der Wahlkreisbüros von Neil Andrew, der zwischen 1983 und 2004 Mitglied des Australischen Repräsentantenhauses, Alexander Downer, der von 1984 bis 2008 ebenfalls Mitglied des Repräsentantenhauses, sowie Nick Minchin, der zwischen 1993 und 2011 Vertreter im Australischen Senat war.

### Mitglied und Präsident des South Australian Legislative Council
Am 11. Oktober 1997 wurde John Dawkins für die Liberale Partei erstmals zum Mitglied des South Australian Legislative Council gewählt, des Oberhauses des Parlaments von South Australia, und gehörte diesem fast 25 Jahre lang bis zum 19. März 2022 an. Während seiner langjährigen Parlamentszugehörigkeit engagierte er sich in zahlreichen Ausschüssen sowie Funktionen und war unter anderem in der 49. Legislaturperiode zunächst zwischen dem 2. Februar 1997 und dem 15. Januar 2002 zeitgleich Mitglied des Prüfungsausschusses für gesetzliche Behörden, des Ausschusses für Umwelt, Ressourcen und Entwicklung. In der 50. Legislaturperiode war er vom 6. März 2002 bis zum 18. März 2006 als Opposition Whip Parlamentarischer Geschäftsführer der oppositionellen Liberal Party-Fraktion sowie zugleich erstmals zwischen dem 18. Februar 2003 und dem 8. Dezember 2005 erstmals Mitglied des Gemeinsamen Ausschusses für parlamentarische Dienste. In der darauf folgenden 51. Legislaturperiode war er zwischen dem 26. April 2006 und dem 17. Dezember 2009 erneut Mitglied des Gemeinsamen Ausschusses für parlamentarische Dienste. Daneben fungierte er vom 18. April 2007 bis zum 19. Juli 2009 als parlamentarischer Assistent des damaligen Parteivorsitzenden und Oppositionsführers Martin Hamilton-Smith für die Bereiche staatliche Infrastrukturplanung und regionale Entwicklung und war daneben zwischen dem 23. September 2008 und dem 6. April 2010 stellvertretender Gemeinsamer Parlamentarischer Geschäftsführer seiner Partei (Deputy Joint Party Whip).
Im Schattenkabinett (Shadow Cabinet) der vom 8. Juli 2009 bis zum 31. Januar 2013 amtierenden Vorsitzenden der South Australian Liberal Party Isobel Redmond war er zwischen dem 20. Juli 2009 und dem 6. April 2010 zeitgleich in Personalunion „Schattenminister für staatliche Infrastrukturplanung“, „Schattenminister für regionale Entwicklung“ sowie „Schattenminister für nördliche Vororte“. In der 52. Legislaturperiode fungierte er zwischen dem 6. Mai 2010 und dem 5. Mai 2014 wieder als Mitglied des Gemeinsamen Ausschusses für parlamentarische Dienste und des Ausschusses für natürliche Ressourcen sowie zudem vom 6. Mai 2010 bis zum 12. Dezember 2013 auch als Mitglied des Druckereiausschusses. Auch in der darauf folgenden 53 Legislaturperiode war er zwischen dem 6. Mai 2014 und dem 2. Mai 2018 wieder Mitglied des Gemeinsamen Ausschusses für parlamentarische Dienste sowie des Ausschusses für natürliche Ressourcen und gehörte darüber hinaus zeitgleich dem Parlamentarischen Ausschuss für Arbeitssicherheit, Rehabilitation und Entschädigung als Mitglied an. In der 54. Legislaturperiode war er vom 3. Mai 2018 bis zum 31. Dezember 2021 weiterhin Mitglied des Gemeinsamen Ausschusses für parlamentarische Dienste sowie ferner zwischen dem 3. Mai 2018 und dem 7. April 2020 weiterhin Mitglied des Parlamentarischen Ausschuss für Arbeitssicherheit, Rehabilitation und Entschädigung und ferner zeitgleich des Ausschusses für Umwelt, Ressourcen und Entwicklung. Darüber hinaus war er vom 3. Mai 2018 bis zum 10. September 2018 Mitglied des Ständigen Parlamentsausschusses für die Ländereien der Aborigines sowie außerdem zwischen dem 29. November 2018 und dem 7. April 2020 des Ausschusses für Gesundheitsdienste.
Auf Vorschlag der damaligen Opposition der Australian Labor Party (ALP) wurde John Dawkins am 8. September 2020 zum Präsidenten des Legislativrates gewählt und löste damit den bisherigen Amtsinhaber von Liberal Party, Terry Stephens, ab. Aufgrund dessen wurde er aus der Liberal Party ausgeschlossen und bekleidete das Amt des Präsidenten als parteiloser Unabhängiger (Independent) bis zu seinem Ausscheiden aus dem Legislativrat am 19. März 2022. In der darauf folgenden 55. Legislaturperiode wurde Terry Stephens am 3. Mai 2022 wiederum zum Präsidenten des Legislative Council gewählt.
Sein gleichnamiger Cousin ist der ALP-Politiker John Sydney Dawkins (* 1947), der langjähriges Mitglied des Australischen Repräsentantenhauses sowie mehrmals Bundesminister war.

## Weblink
- Hon John Dawkins. In: Parlament von South Australia. Abgerufen am 29. März 2024 (englisch).